# Trześniów (przystanek kolejowy)
Trześniów – zlikwidowany przystanek osobowy i ładownia w Trześniowie na linii kolejowej nr 364 Wierzbno – Rzepin, w województwie lubuskim w Polsce. Przystanek został zlikwidowany w 1961 roku.